# Pizza seca

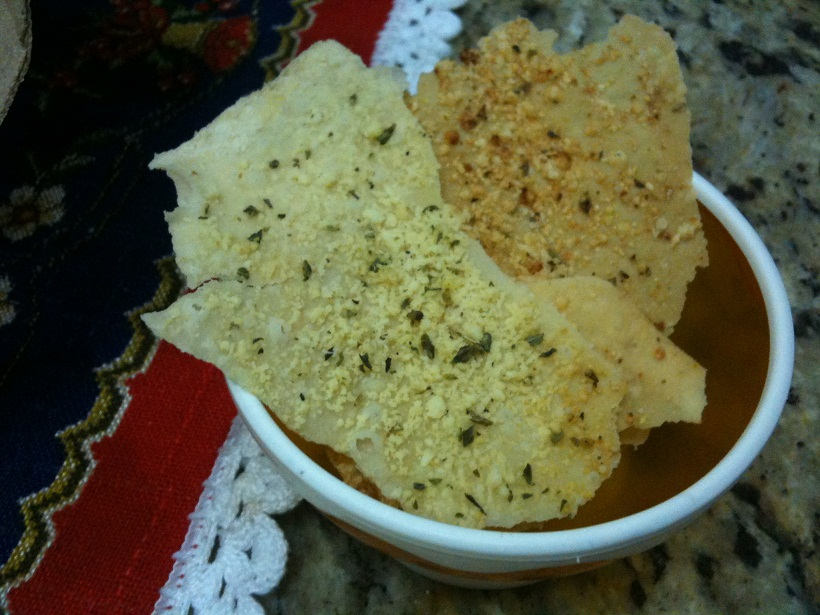
Pedaços da pizza seca da Parmê (RJ)

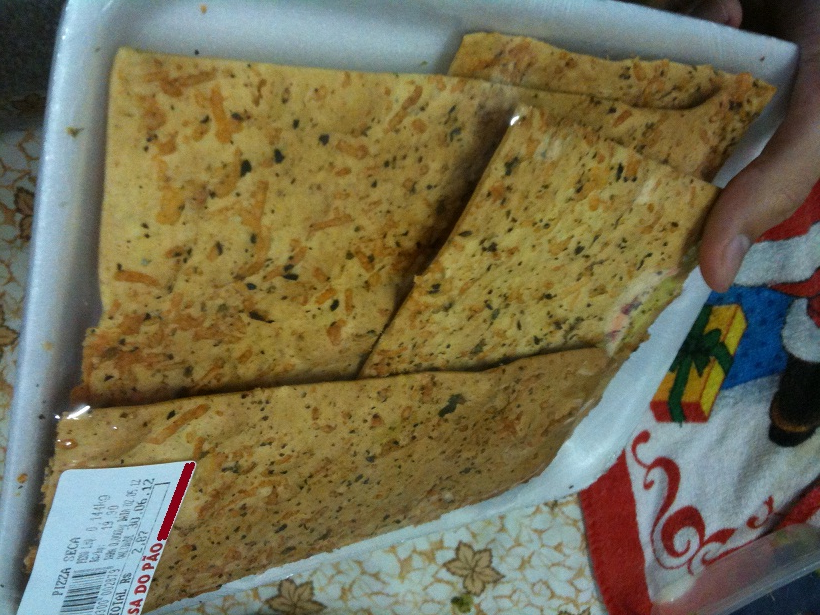
Pedaços de pizza seca, encontrada em uma padaria comum, no Rio de Janeiro

Pizza seca, também conhecida como massa branca, ou ainda, pizza branca é um tipo de aperitivo comum em pizzarias e padarias no mundo todo. Apesar de não haver grande consumo deste produto, algumas vezes o encontramos incluído em couverts de restaurantes ou cantinas italianas, ou como simples aperitivo em festas.
A receita é tradicional e simples, mas a pizza seca é encontrada em diversas variedades: mais grossa ou mais fina, com menos azeite/manteiga, com mais orégano, com diferentes tipos de queijo além do parmesão, com semente de girassol, gergelim, entre outros. A receita básica consiste em massa comum de pizza, bem esticada, a ponto de ficar com 1 a 3 milímetros de espessura, regada com bastante azeite de oliva ou manteiga, e temperada com queijo parmesão ralado e orégano seco.
Além da tradicional, encontrada mais comumente em pizzarias ou casas italianas, a versão mais brasileira, de massa menos fina e menos oleosa, também pode ser encontrada em diversas padarias, também como aperitivo. Esta versão, que se assemelha mais a um cracker, pode ser degustada com patês, cremes, manteiga ou qualquer outro ingrediente extra.
Apesar de ser raramente encontrada pelo seu nome original italiano, a pizza seca é a versão brasileira do Pane carasau [it], que também é chamado carta musica ("papel de música" em italiano), dada a sua crocância e a ruidosa mastigação.